# Llista de ciutats dels Països Baixos
Aquesta és una llista de ciutats dels Països Baixos ordenades per província.

## Brabant del Nord(Noord-Brabant)
- Bergen op Zoom
- Breda
- Eindhoven
- Geertruidenberg
- Grave
- Helmond
- 's-Hertogenbosch
- Heusden
- Klundert
- Oosterhout
- Oss
- Ravenstein
- Roosendaal
- Sint-Oedenrode
- Tilburg
- Valkenswaard
- Veldhoven
- Waalwijk
- Willemstad
- Woudrichem

## Drenthe
- Assen
- Coevorden
- Emmen
- Hoogeveen
- Meppel

## Flevoland
- Almere
- Emmeloord
- Lelystad

## Frísia(Friesland)
- Bolsward
- Dokkum
- Drachten
- Franeker
- Harlingen
- Heerenveen
- Hindeloopen
- IJlst
- Ljouwert
- Sloten
- Snits
- Stavoren
- Workum

## Gelderland
- Apeldoorn
- Arnhem
- Bredevoort
- Buren
- Culemborg
- Deil
- Dieren
- Doetinchem
- Ede
- Enspijk
- Gendt
- Groenlo
- Harderwijk
- Hattem
- Huissen
- Nijkerk
- Nimega
- Tiel
- Wageningen
- Wijchen
- Winterswijk
- Zaltbommel
- Zutphen

## Groningen
- Appingedam
- Delfzijl
- Groningen
- Hoogezand-Sappemeer
- Stadskanaal
- Veendam
- Winschoten

## Holanda del Sud(Zuid-Holland)
- Alphen aan den Rijn
- Delft
- Dordrecht
- Gorinchem
- Gouda
- La Haia (neerlandès: Den Haag o s-Gravenhage)
- Leiden
- Rotterdam
- Spijkenisse
- Zoetermeer

## Holanda del Nord(Noord-Holland)
- Alkmaar
- Amstelveen
- Amsterdam
- Den Helder
- Edam-Volendam
- Enkhuizen
- Haarlem
- Heerhugowaard
- Hilversum
- Hoofddorp
- Hoorn
- Laren
- Medemblik
- Monnickendam
- Muiden
- Naarden
- Purmerend
- Schagen
- Velsen
- Weesp
- Zaanstad

## Limburg
- Geleen
- Gennep
- Heerlen
- Kerkrade
- Kessel
- Landgraaf
- Maastricht
- Montfort
- Nieuwstadt
- Roermond
- Schin op Geul
- Sittard
- Stein
- Thorn
- Valkenburg aan de Geul
- Venlo
- Weert

## Overijssel
- Almelo
- Blokzijl
- Deventer
- Enschede
- Genemuiden
- Hasselt
- Hengelo
- Kampen
- Oldenzaal
- Steenwijk
- Vollenhove
- Zwolle

## Utrecht
- Amersfoort
- Nieuwegein
- Utrecht
- Veenendaal

## Zelanda(Zeeland)
- Arnemuiden
- Goes
- Hulst
- Middelburg
- Sluis
- Terneuzen
- Veere
- Vlissingen
- Zierikzee